# くにたち夢ファーム
くにたち夢ファーム（くにたちゆめファーム）は、東京都国立市に拠点を置く特定非営利活動法人。2015年設立。

## 概要
生活困窮にある人達に自立支援のための機会を提供することを活動目的として2015年に設立された特定非営利活動法人。

## 略歴
2014年
- 国立市と「くにたち夢ファームプロジェクト」の共同研究会が発足した。

2015年
- NPO法人「くにたち夢ファーム」設立。同時にWAM（独立行政法人福祉医療機構）の社会福祉振興助成事業に選ばれた。
- 国立市内に活動拠点として物件を借りて、女性とこどもの居場所「Jikka」がスタートした。

2016年
- 国立市から休日及び平日夜間女性総合電話相談事業を受託した。

2022年
- Jikka、国立市社会福祉協議会、独立行政法人都市再生機構（UR都市機構）との３者で、UR賃貸住宅を活用した、様々な困難を抱える女性たちの居住支援等を行うことに合意し、5月から運用を開始した。

## 活動内容
- 相談事業
- 一時避難〜自立への支援
- UR都市機構との提携居住支援事業
- 広報・啓発事業「DV問題をひらく」
- オープンカフェ
- 食の支援
- 国立市との協働事業
- ハンドメイド部

## 理事
- 代表理事：山本米子
- 理事：黒崎卓、井上文、遠藤良子（Jikka責任者）、長谷川るり子、稲川恵子、藤原田鶴子、山家利子、石田幸代、館野公一